# Nicolae Dunca (militar)
Nicolae Dunca (n. 1837, Iași, Moldova - d. 1862, comitatul Rockingham, Virginia) a fost un ofițer român, locotenentul lui Fülöp Figyelmessy în Sicilia. Dunca a venit în Statele Unite ale Americii și s-a înrolat în Armata Uniunii în martie 1862 și, datorită experienței sale militare, a fost numit căpitan al Regimentului 8 de Cavalerie din New York. Ulterior, el a fost desemnat ca aghiotant al generalului maior John C. Frémont, a cărui armată lupta împotriva Campaniei din Valea Shenandoah a generalului confederat Stonewall Jackson. Dunca a fost împușcat și ucis de către un georgian în Bătălia de la Cross Keys pe data de 8 iunie 1862, bătălie în care Frémont îl confruntase pe Richard Stoddert Ewell. A fost înmormântat la ferma Perkey, Cross Keys, Virginia, și rămășițele sale au fost transferate ulterior la Cimitirul Național Staunton (Secțiunea B, Mormântul 292).

## Biografie și cariera militară
După cum precizează profesorul de istorie Constantin Vasilescu, ”Nicolae Dunca a fost mai întâi cadet, iar după Unirea Principatelor de la 24 ianuarie 1859 a ajuns ofițer în armata comandată de Alexandru Ioan Cuza. După cum reiese din puținele documente descoperite despre el, în armata română a stat aproximativ un an, după care a demisionat și a plecat în Italia. În aprilie 1860, Giuseppe Garibaldi a fost solicitat să preia comanda unei expediții destinate să susțină revolta ce începuse la Palermo, în Sicilia. După unele ezitări, a hotărât să participe la invazia Regatului celor Două Sicilii; numărul de voluntari ajunsese pe la o mie de oameni, de unde numele legendar al acțiunii-Expediția celor O mie. Printre voluntari s-a numărat și Nicolae Dunca, care ajunsese în Italia de mai puțin de două luni”.' Dunca cunoștea atât de bine limba maghiară încât, ajuns în Italia, s-a înrolat în legiunea maghiară comandată de către Figyelmessy. Garibaldi, după Bătălia de la Volturno din septembrie 1860, fusese impresionat de către soldatul român, și, prin urmare, l-a promovat la gradul de căpitan de cavalerie. Totuși, după puțin timp, Dunca avea să plece către Statele Unite, unde puțin mai târziu va izbucni Războiul Civil American.
În Arhivele Naționale din Washington se poate găsi pașaportul italian al lui Nicolae Dunca, emis la 24 octombrie 1860. Din datele care figurează în document reiese că românul de 24 de ani locuia la Torino și avea gradul de căpitan în armata italiană. În acest document se mai arată și că la 31 martie 1862, Dunca, sosit în Statele Unite, era deja activat în calitate de căpitan și aghiotant în armata Uniunii, în Regimentul 8 de Cavalerie din New York, în corpul comandat de generalul Frémont. A depus jurământul pentru a intra în armata americană pe 5 aprilie 1862 la Wheeling, West Virginia. Dunca era cunoscut pentru curajul său, dar avea probleme legate de incontrolabilatatea temperamentului. A participat la Bătălia de la Cross Keys din 8 iunie 1862, luptând sub generalul unionist de origine maghiară Julius Stahel. Aici au pierit 577 soldați unioniști, printre care și Dunca.